# 旧五代史
『旧五代史』（きゅうごだいし）は、北宋の薛居正らの撰である歴史書。原名は『梁唐晋漢周書』、通称『五代史』とされ、欧陽脩による『新五代史』の編纂後は「旧」を冠する。二十四史の一つ。後梁の開平元年（907年）から後周の顕徳7年（960年）に北宋が後周に代わって建つまでが記されている。本記61巻・列伝77巻・志12巻の計150巻を五代に区分して書とした。『梁書』24巻・『唐書』50巻・『晋書』24巻・『漢書』11巻・『周書』22巻・志12巻がある。
『新五代史』が発表されてから『旧五代史』は忘れ去られ、散逸した。清代になって邵晋涵らが『永楽大典』に引用されている部分を集めて復活させたのが現行の『旧五代史』である。現代の学界では、創作や事実誤認が多い『新五代史』に比べ、率直・素朴・雑駁であるがかえって史料性が高いとされている。

## 内容

### 梁書
1. 梁書一 太祖本紀一 - 朱温
2. 梁書二 太祖本紀二 - 朱温
3. 梁書三 太祖本紀三 - 朱温
4. 梁書四 太祖本紀四 - 朱温
5. 梁書五 太祖本紀五 - 朱温
6. 梁書六 太祖本紀六 - 朱温
7. 梁書七 太祖本紀七 - 朱温
8. 梁書八 末帝本紀上 - 朱友貞
9. 梁書九 末帝本紀中 - 朱友貞
10. 梁書十 末帝本紀下 - 朱友貞
11. 梁書十一 后妃列伝一 - 文恵皇太后・元貞張皇后・張徳妃
12. 梁書十二 宗室列伝二 - 広王全昱・友諒・恵王友能・邵王友誨・安王友寧・密王友倫・郴王友裕・博王友文・庶人友珪・福王友璋・賀王友雍・建王友徽・康王友孜
13. 梁書十三 列伝三 - 朱瑄・朱瑾・時溥・王師範・劉知俊・楊崇本・蔣殷・張万進
14. 梁書十四 列伝四 - 羅紹威・趙犨・王珂
15. 梁書十五 列伝五 - 韓建・李罕之・馮行襲・孫徳昭・趙克裕・張慎思
16. 梁書十六 列伝六 - 葛従周・謝彦章・胡真・張帰覇・張帰厚・張帰弁
17. 梁書十七 列伝七 - 成汭・杜洪・鍾伝・田頵・朱延寿・趙匡凝・張佶・雷満
18. 梁書十八 列伝八 - 張文蔚・薛貽矩・張策・杜曉・敬翔・李振
19. 梁書十九 列伝九 - 氏叔琮・朱友恭・王重師・朱珍・李思安・鄧季筠・黄文靖・胡規・李讜・李重胤・范居実
20. 梁書二十 列伝十 - 謝瞳・司馬鄴・劉捍・王敬蕘・高劭・馬嗣勲・張存敬・寇彦卿
21. 梁書二十一 列伝十一 - 龐師古・霍存・符道詔・徐懐玉・郭言・李唐賓・王虔裕・劉康乂・王彦章・賀徳倫
22. 梁書二十二 列伝十二 - 楊師厚・牛存節・王檀
23. 梁書二十三 列伝十三 - 劉鄩・賀瓌・康懐英・王景仁
24. 梁書二十四 列伝十四 - 李珽・盧曾・孫騭・張儁・張衍・杜荀鶴・羅隠・仇殷・段深

### 唐書
1. 唐書一 武皇本紀上 - 李克用
2. 唐書二 武皇本紀下 - 李克用
3. 唐書三 荘宗本紀一 - 李存勗
4. 唐書四 荘宗本紀二 - 李存勗
5. 唐書五 荘宗本紀三 - 李存勗
6. 唐書六 荘宗本紀四 - 李存勗
7. 唐書七 荘宗本紀五 - 李存勗
8. 唐書八 荘宗本紀六 - 李存勗
9. 唐書九 荘宗本紀七 - 李存勗
10. 唐書十 荘宗本紀八 - 李存勗
11. 唐書十一 明宗本紀一 - 李嗣源
12. 唐書十二 明宗本紀二 - 李嗣源
13. 唐書十三 明宗本紀三 - 李嗣源
14. 唐書十四 明宗本紀四 - 李嗣源
15. 唐書十五 明宗本紀五 - 李嗣源
16. 唐書十六 明宗本紀六 - 李嗣源
17. 唐書十七 明宗本紀七 - 李嗣源
18. 唐書十八 明宗本紀八 - 李嗣源
19. 唐書十九 明宗本紀九 - 李嗣源
20. 唐書二十 明宗本紀十 - 李嗣源
21. 唐書二十一 閔帝本紀 - 李従厚
22. 唐書二十二 末帝本紀上 - 李従珂
23. 唐書二十三 末帝本紀中 - 李従珂
24. 唐書二十四 末帝本紀下 - 李従珂
25. 唐書二十五 后妃列伝一 - 貞簡曹太后・劉太妃・魏国夫人陳氏・神閔劉皇后・韓淑妃・伊徳妃・昭懿夏皇后・和武曹皇后・宣憲魏皇后・孔皇后・劉皇后
26. 唐書二十六 宗室列伝二 - 李克譲・李克脩・李克恭・李克寧
27. 唐書二十七 宗室列伝三 - 永王存覇・邕王存美・薛王存礼・申王存渥・睦王存乂・通王存確・雅王存紀・魏王継岌・従璟・秦王従栄・従璨・許王従益・重吉・雍王重美
28. 唐書二十八 列伝四 - 李嗣昭・裴約・李嗣本・李嗣恩
29. 唐書二十九 列伝五 - 李存信・李存孝・李存進・李存璋・李存賢
30. 唐書三十 列伝六 - 王鎔・王昭誨・王処直
31. 唐書三十一 列伝七 - 康君立・薛志勤・史建瑭・李承嗣・史儼・蓋寓・伊広・李承勲・史敬鎔
32. 唐書三十二 列伝八 - 周徳威・符存審
33. 唐書三十三 列伝九 - 郭崇韜
34. 唐書三十四 列伝十 - 趙光逢・鄭玨・崔協・李琪・蕭頃
35. 唐書三十五 列伝十一 - 丁会・閻宝・符習・烏震・王瓚・袁象先・張温・李紹文
36. 唐書三十六 列伝十二 - 李襲吉・王緘・李敬義・盧汝弼・李徳休・蘇循
37. 唐書三十七 列伝十三 - 安金全・安元信・安重覇・劉訓・張敬詢・劉彦琮・袁建豊・西方鄴・張遵誨・孫璋
38. 唐書三十八 列伝十四 - 孟方立・張文礼・董璋
39. 唐書三十九 列伝十五 - 張全義・朱友謙
40. 唐書四十 列伝十六 - 霍彦威・王晏球・戴思遠・朱漢賓・孔勍・劉玘・周知裕
41. 唐書四十一 列伝十七 - 李建及・石君立・高行珪・張廷裕・王思同・索自通
42. 唐書四十二 列伝十八 - 安重誨・朱弘昭・朱洪実・康義誠・薬彦稠・宋令詢
43. 唐書四十三 列伝十九 - 豆盧革・韋説・盧程・趙鳳・李愚・任圜
44. 唐書四十四 列伝二十 - 薛廷珪・崔沂・劉岳・封舜卿・竇夢徴・李保殷・帰藹・孔邈・張文宝・陳乂・劉賛
45. 唐書四十五 列伝二十一 - 張憲・王正言・胡装・崔貽孫・孟鵠・孫岳・張延朗・劉延皓・劉延朗
46. 唐書四十六 列伝二十二 - 元行欽・夏魯奇・姚洪・李厳・李仁矩・康思立・張敬達
47. 唐書四十七 列伝二十三 - 馬郁・司空頲・曹廷隠・蕭希甫・薬縦之・賈馥・馬縞・羅貫・淳于晏・張格・許寂・周玄豹
48. 唐書四十八 列伝二十四 - 張承業・張居翰・馬紹宏・孟漢瓊
49. 唐書四十九 列伝二十五 - 毛璋・聶嶼・温韜・段凝・孔謙・李鄴
50. 唐書五十 列伝二十六 - 康延孝・朱守殷・楊立・竇廷琬・張虔釗・楊彦温

### 晋書
1. 晋書一 高祖本紀一 - 石敬瑭
2. 晋書二 高祖本紀二 - 石敬瑭
3. 晋書三 高祖本紀三 - 石敬瑭
4. 晋書四 高祖本紀四 - 石敬瑭
5. 晋書五 高祖本紀五 - 石敬瑭
6. 晋書六 高祖本紀六 - 石敬瑭
7. 晋書七 少帝本紀一 - 石重貴
8. 晋書八 少帝本紀二 - 石重貴
9. 晋書九 少帝本紀三 - 石重貴
10. 晋書十 少帝本紀四 - 石重貴
11. 晋書十一 少帝本紀五 - 石重貴
12. 晋書十二 后妃列伝一 - 李皇后・安太妃・張皇后・馮皇后
13. 晋書十三 宗室列伝二 - 広王敬威・韓王敬暉・郯王重胤・虢王重英・楚王重信・寿王重乂・夔王重進・陳王重杲・重睿・延煦・延宝
14. 晋書十四 列伝三 - 景延広・李彦韜・張希崇・王庭胤・史匡翰・梁漢顒・楊思権・尹暉・李従璋・李従温・張万進
15. 晋書十五 列伝四 - 桑維翰・趙瑩・劉昫・馮玉・殷鵬
16. 晋書十六 列伝五 - 趙在礼・馬全節・張筠・華温琪・安崇阮・楊彦詢・李承約・陸思鐸・安元信・張朗・李徳琉・田武・李承福・相里金
17. 晋書十七 列伝六 - 房知温・王建立・康福・安彦威・李周・張従訓・李継忠・李頃・周光輔・符彦饒・羅周敬・鄭琮
18. 晋書十八 列伝七 - 姚顗・呂琦・梁文矩・史圭・裴皞・呉承範・盧導・鄭韜光・王権・韓惲・李懌
19. 晋書十九 列伝八 - 盧質・李専美・盧詹・崔梲・薛融・曹国珍・張仁願・趙熙・李遐・尹玉羽・鄭雲叟
20. 晋書二十 列伝九 - 萇従簡・潘環・方太・何建・張廷蘊・郭延魯・郭金海・劉処譲・李瓊・高漢筠・孫彦韜・王傅拯・秘瓊・李彦珣
21. 晋書二十一 列伝十 - 皇甫遇・王清・梁漢璋・白奉進・盧順密・周環・沈贇・呉巒・翟璋・程福贇・郭璘
22. 晋書二十二 列伝十一 - 孔崇弼・陳保極・王瑜・張継祚・鄭阮・胡饒・劉遂清・房暠・孟承誨・劉継勲・鄭受益・程遜・李郁・鄭玄素・馬重績・陳玄
23. 晋書二十三 列伝十二 - 范延光・張従賓・張延播・楊光遠・盧文進・李金全
24. 晋書二十四 列伝十三 - 安重栄・安従進・張彦沢・趙徳鈞・張礪・蕭翰・劉晞・崔廷勲

### 漢書
1. 漢書一 高祖本紀上 - 劉知遠
2. 漢書二 高祖本紀下 - 劉知遠
3. 漢書三 隠帝本紀上 - 劉承祐
4. 漢書四 隠帝本紀中 - 劉承祐
5. 漢書五 隠帝本紀下 - 劉承祐
6. 漢書六 后妃列伝一 - 李皇后
7. 漢書七 宗室列伝二 - 魏王承訓・陳王承勲・蔡王信・湘陰公贇
8. 漢書八 列伝三 - 王周・劉審交・武漢球・張瓘・李殷・劉在明・馬万・李彦従・郭謹・皇甫立・白再栄・張鵬
9. 漢書九 列伝四 - 史弘肇・楊邠・王章・李洪建・閻晋卿・聶文進・後賛・郭允明・劉銖
10. 漢書十 列伝五 - 李崧・蘇逢吉・李鏻・龍敏・劉鼎・張允・任延皓
11. 漢書十一 列伝六 - 杜重威・李守貞・趙思綰

### 周書
1. 周書一 太祖本紀一 - 郭威
2. 周書二 太祖本紀二 - 郭威
3. 周書三 太祖本紀三 - 郭威
4. 周書四 太祖本紀四 - 郭威
5. 周書五 世宗本紀一 - 柴栄
6. 周書六 世宗本紀二 - 柴栄
7. 周書七 世宗本紀三 - 柴栄
8. 周書八 世宗本紀四 - 柴栄
9. 周書九 世宗本紀五 - 柴栄
10. 周書十 世宗本紀六 - 柴栄
11. 周書十一 恭帝本紀 - 柴宗訓
12. 周書十二 后妃列伝一 - 聖穆柴皇后・楊淑妃・張貴妃・董徳妃・貞恵劉皇后・宣懿符皇后
13. 周書十三 宗室列伝二 - 郯王侗・杞王信・越王宗誼・曹王宗譲・紀王熙謹・蘄王熙誨
14. 周書十四 列伝三 - 高行周・安審琦・安審暉・安審信・李従敏・鄭仁誨・張彦成・安叔千・宋彦筠
15. 周書十五 列伝四 - 王殷・何福進・劉詞・王進・史彦超・史懿・王令温・周密・李懐忠・白文珂・白延遇・唐景思
16. 周書十六 列伝五 - 趙暉・王守恩・孔知濬・王継弘・馮暉・高允権・折従阮・王饒・孫方諫
17. 周書十七 列伝六 - 馮道
18. 周書十八 列伝七 - 盧文紀・馬裔孫・和凝・蘇禹珪・景範
19. 周書十九 列伝八 - 王朴・楊凝式・薛仁謙・蕭愿・盧損・王仁裕・裴羽・段希堯・司徒詡・辺蔚・王敏
20. 周書二十 列伝九 - 常思・翟光鄴・曹英・李彦頵・李暉・李建崇・王重裔・孫漢英・許遷・趙鳳・斉蔵珍・王環・張彦超・張穎・劉仁贍
21. 周書二十一 列伝十 - 王峻・慕容彦超・閻弘魯・崔周度
22. 周書二十二 列伝十一 - 劉皞・張沆・張可復・于徳辰・王延・申文炳・扈載・劉袞・賈緯・趙延義・沈遘・李知損・孫晟

### 列伝
1. 世襲列伝一 - 李茂貞・高万興・韓遜・李仁福
2. 世襲列伝二 - 高季興・馬殷・劉言・銭鏐
3. 僭偽列伝一 - 楊行密・李昪・王審知
4. 僭偽列伝二 - 劉守光・劉陟・劉崇
5. 僭偽列伝三 - 王建・孟知祥
6. 外国列伝一 - 契丹
7. 外国列伝二 - 吐蕃・回鶻・高麗・渤海靺鞨・黒水靺鞨・新羅・党項・昆明部落・于闐・占城・牂牁蛮

### 志
1. 志一 - 天文志
2. 志二 - 暦志
3. 志三 - 五行志
4. 志四 - 礼志上
5. 志五 - 礼志下
6. 志六 - 楽志上
7. 志七 - 楽志下
8. 志八 - 食貨志
9. 志九 - 刑法志
10. 志十 - 選挙志
11. 志十一 - 職官志
12. 志十二 - 郡県志